# オリジンストーリー

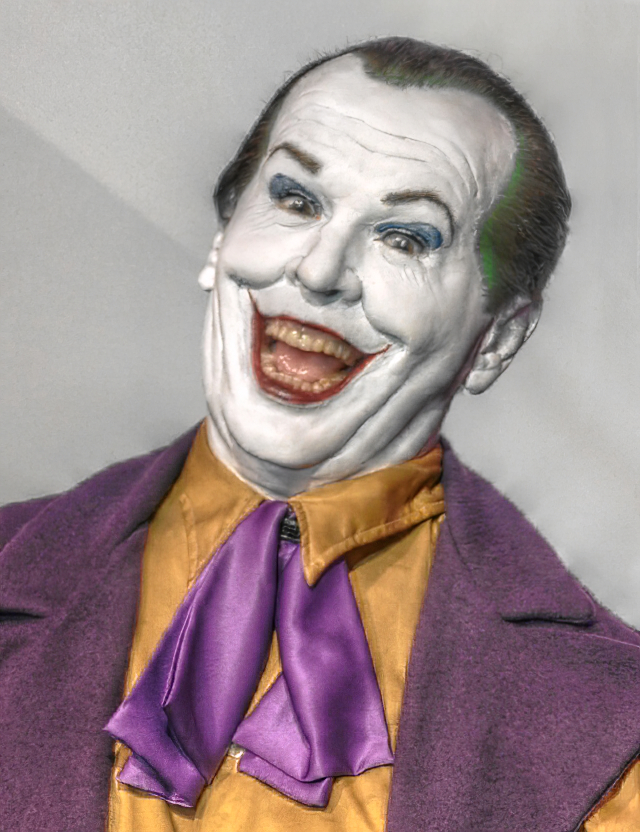
両親を殺されたトラウマが、人気コミック・スーパーヒーロー「バットマン」の誕生に繋がっている。1989年の映画『バットマン』では、ジョーカーが両親を殺した犯人となっている

オリジンストーリー（英語: Origin story）とは、エンタメ作品において、あるキャラクターや集団が主人公や敵役になるまでの経緯を明らかにする説明や裏話のことで、頻繁にそれらの起源に理由が付加されることで物語全体に面白みや深みを与えている。

## 概要
特にアメコミでは、キャラクターがどのようにしてスーパーパワーを身につけたか、また はスーパーヒーローやスーパーヴィランになったのかについても言及される。また、キャラクターを（時代の変遷に合わせて）最新の状態に保つために、コミックブック会社だけでなく、カートゥーン会社やゲーム会社、子供番組会社、玩具会社は、昔からいるキャラクターの起源を頻繁に変更している。ただし、そのような手法には、以前の事実と矛盾しないように詳細な設定を加えることから、まったく別のキャラクターであるかのように見えるほど新しい起源に書き換えてしまうことまで、さまざまな方法がある。
神話などで使われている「なぜなに物語」は、「オリジンストーリー」に近い物語形式であり、「世界がどのようにして始まったか」や「生き物や植物がどのようにして生まれたか」、「宇宙の中のあるものがなぜある独特の性質を持っているか」などを神話的な観点から説明している。

## オリジンストーリーの批評的探究
Charles Hatfield（コネチカット大学教授）とJeet Heer（トロント在住のジャーナリスト）、Kent Worcester（メリーマウント・マンハッタン・カレッジ政治学教授）が編集した『The Superhero Reader』（2014年アイズナー賞の最優秀学究/学術作品賞にノミネート）において、彼らは「"Section One: Historical Considerations"」の項で次のように述べている。「ほとんどすべてのスーパーヒーローにはオリジンストーリーがあり、主人公を普通の人間とは違う存在にした変革的な出来事についての基礎的な説明が可能となっている。スーパーヒーローというジャンルの必須条件ではないにせよ、オリジンは、その物語の慣例の本質を知る手がかりを提供するほど頻繁に繰り返されるほど、著名で人気のある表現形式であることは確かだ。破壊された世界、殺された両親、遺伝子の突然変異、不思議な力を与える魔法使いなどの物語を読むと、スーパーヒーローというジャンルが、変身、アイデンティティ、相違、そして心理的硬直性と柔軟で流動的な人間の本質との間の緊張について、どの程度写実的に表しているかということがわかる。...スーパーヒーローというジャンルを調べるとき、予備的な質問はしばしばルーツという問題に向けられる」。その本には、関連する文献が豊富に掲載されている。
ペンシルベニア州立インディアナ大学の英語学教授であるDr. Alex RomagnoliとDr. Gian S. Pagnucciは、その著書『Enter the Superheroes: American Values, Culture, and the Canon of Superhero Literature』の中で、「スーパーヒーローのオリジンストーリーの性質と、それらのオリジンストーリーの構築が、いかにスーパーヒーローの物語をユニークな文学ジャンルにしているか」について論じている。例えば、「スーパーヒーローはヒーロー自身の経歴に関しては非常に複雑だが、彼らの物語のある部分は永遠に不変で重要な存在であり続ける。そして、「（スーパーヒーローの）死」に関する物語やクロスオーバー作品、イベント的な物語、コスチュームなどの変化以上に、オリジンストーリーはスーパーヒーローの存在の核となるものである。オリジンは、ヒーローが生み出された社会歴史的文脈を反映するだけでなく、スーパーヒーローの物語をユニークなものにするということを文化的な面で理解することも反映している」と書き綴っている。その後も、A・RomagnoliとG・S・Pagnucciは、ヒーロー物語を描き続ける作家たちの世代と同様に、なぜオリジンストーリーが読者にとっても重要であるかをその書籍内で説明している。
Dr. Randy Duncan（コミック研究者で、ヘンダーソン州立大学コミュニケーション学部教授）とDr. Matthew J. Smith（ウィッテンバーグ大学コミュニケーション学部）は、スパイダーマンのオリジンストーリーを例として、出版社が抵抗しても、明確な好みを持つ作家の執念が、いかにキャラクターの個性を作り上げるかということについて述べている。「スパイダーマンの起源と、その起源にまつわる物語、どちらがよく語られているのか、判別するのは難しい。その全てが、10代の孤独な少年が運命的に “放射能を浴びたクモに噛まれ”、“クモのような強さと俊敏さ”を持つようになったという（スパイダーマンの起源における）魅力的な面を明示しているからだ」。R・DuncanとM・J・Smithは、スタン・リーが、「不快な要素」となることを危惧した出版社のマーティン・グッドマンと対立したが、結局スタンが勝った理由を解説している。「スパイダーマンのコンセプト全体は、多くのジャンルや慣例における主要な属性で満ちている。メアリー・シェリーの『フランケンシュタイン』や、ボブ・ケインの『バットマン』、フランツ・カフカの『変身』といった作品たちをすりつぶして混ぜ合わせたピューレのように、スパイダーマンの起源は、追放された天才、運命の恋人、科学の誤った使い方や利用の失敗、ザラザラした質感のノワール都市、駆り立てられる自警団、運命的な“抑制された者の帰還”といったゴシック小説や犯罪小説のモチーフを呼び起こしているようだ」と彼らは書き記している。そして、彼らもまた、オリジンストーリーに関わるこれらの諸問題について調査を進めている。